# سوسمن ۱۹۴۵۰
سیارک ۱۹۴۵۰ (به انگلیسی: 19450 Sussman، نامگذاری:1998FF125) نوزده هزار و چهارصد و پنجاهمین سیارک کشف شده‌است که در ۲۴ مارس ۱۹۹۸ کشف شد.
قدر مطلق سیارک برابر ۱۷.۸ است.